# Olympische Sommerspiele 1900/Tauziehen
Die in der französischen Hauptstadt Paris im Rahmen der Weltausstellung (Exposition Universelle et Internationale de Paris) ausgetragenen Internationalen Wettbewerbe für Leibesübungen und Sport (Concours Internationaux d’Exercices Physiques et de Sports) beinhalteten auch einen Wettbewerb im Tauziehen, der Bestandteil der Olympischen Sommerspiele 1900 (Spiele der II. Olympiade) war.

## Medaillenspiegel
| Platz | Land                 | Silber | Bronze | Dritter | Gesamt |
| ----- | -------------------- | ------ | ------ | ------- | ------ |
| 1     | Gemischte Mannschaft | 1      | –      | –       | 1      |
| 2     | Frankreich           | –      | 1      | –       | 1      |

## Ergebnis
| Platz | Land | Sportler |
| ----- | ---- | --- |
| 1     | XXZ  | Skandinavisches Team Edgar Aabye (), August Nilsson (), Eugen Schmidt (), Gustaf Söderström (), Karl Gustaf Staaf (), Charles Winckler () |
| 2     | FRA  | Racing Club de France Roger Basset, Jean Collas, Charles Gondouin, Francisco Henríquez, Joseph Roffo, Émile Sarrade                       |

Datum: 16. Juli 1900

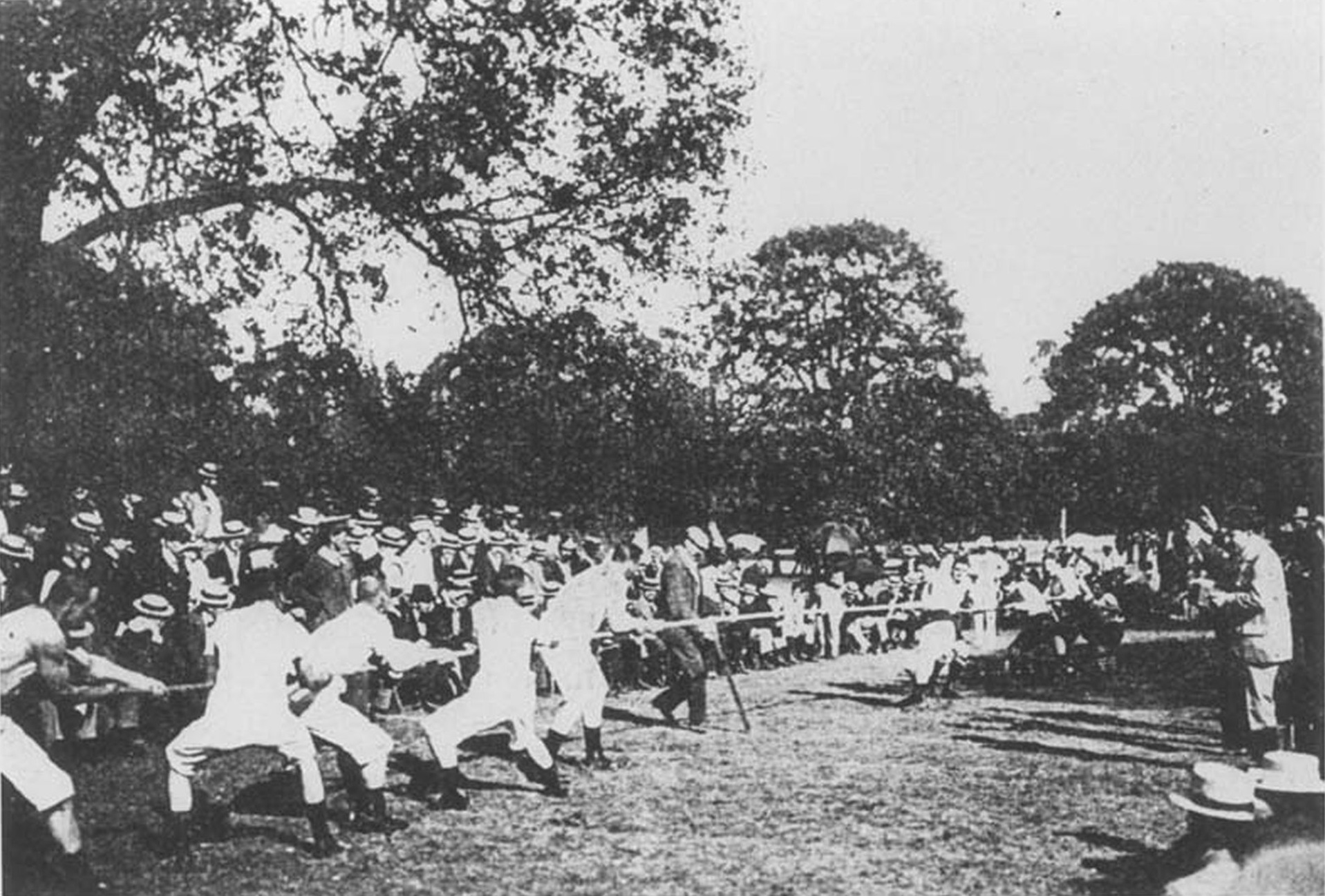
Tauziehen 1900 zwischen
Skandinaviern und Franzosen

Ein Team bestand aus sechs Athleten. Gezogen wurde best of three, wer also von drei Durchgängen zwei gewinnen konnte, wurde Sieger. Das skandinavische Team entschied bereits die beiden ersten Durchgänge für sich, was den Vollzug eines dritten Durchgangs erübrigte. Bei jeder Mannschaft gab es vier Athleten, die auch an anderen Wettbewerben bzw. Sportarten teilnahmen. Im skandinavischen Team handelte es sich dabei um vier Leichtathleten der Wurfdisziplinen, und bei den Franzosen um vier Rugbyspieler. Niemand hatte in der Frühzeit der Olympischen Spiele an eine Nationenwertung oder einen Medaillenspiegel gedacht. Dies führt dazu, dass man eine Reihe von Mannschaften mit Athleten unterschiedlicher Nationalität heutzutage gesondert als gemischte Mannschaften wertet. Hierzu gehört auch das skandinavische Team im Tauziehen. Die Beteiligung von drei Schweden und drei Dänen hat das IOC dazu veranlasst, ihre Platzierung den gemischten Mannschaften zuzurechnen und nicht ausschließlich einer Nation. Es gibt durchaus Veröffentlichungen, in denen dies anders betrachtet wird. Entsprechend verändert stellt sich dort auch die Statistik und der Medaillenspiegel dar.